# James C. Collins
James C. "Jim" Collins, III, född 1958 i Boulder i Colorado, är en amerikansk företagskonsult och författare. Hans mest kända böcker är Built to Last (1994), Good to Great (2001) och How the Mighty Fail (2009).
Collins baserar sina böcker på forskning, till en början utförd på Stanford University och sedan 1995 på sitt eget "management laboratory" i Boulder, Colorado.